# Alois Jelen
Alois Jelen (11. května 1801 Světlá nad Sázavou – 15. října 1857 Chvaly u Prahy) byl hudební skladatel, archivář a český vlastenec.

## Život

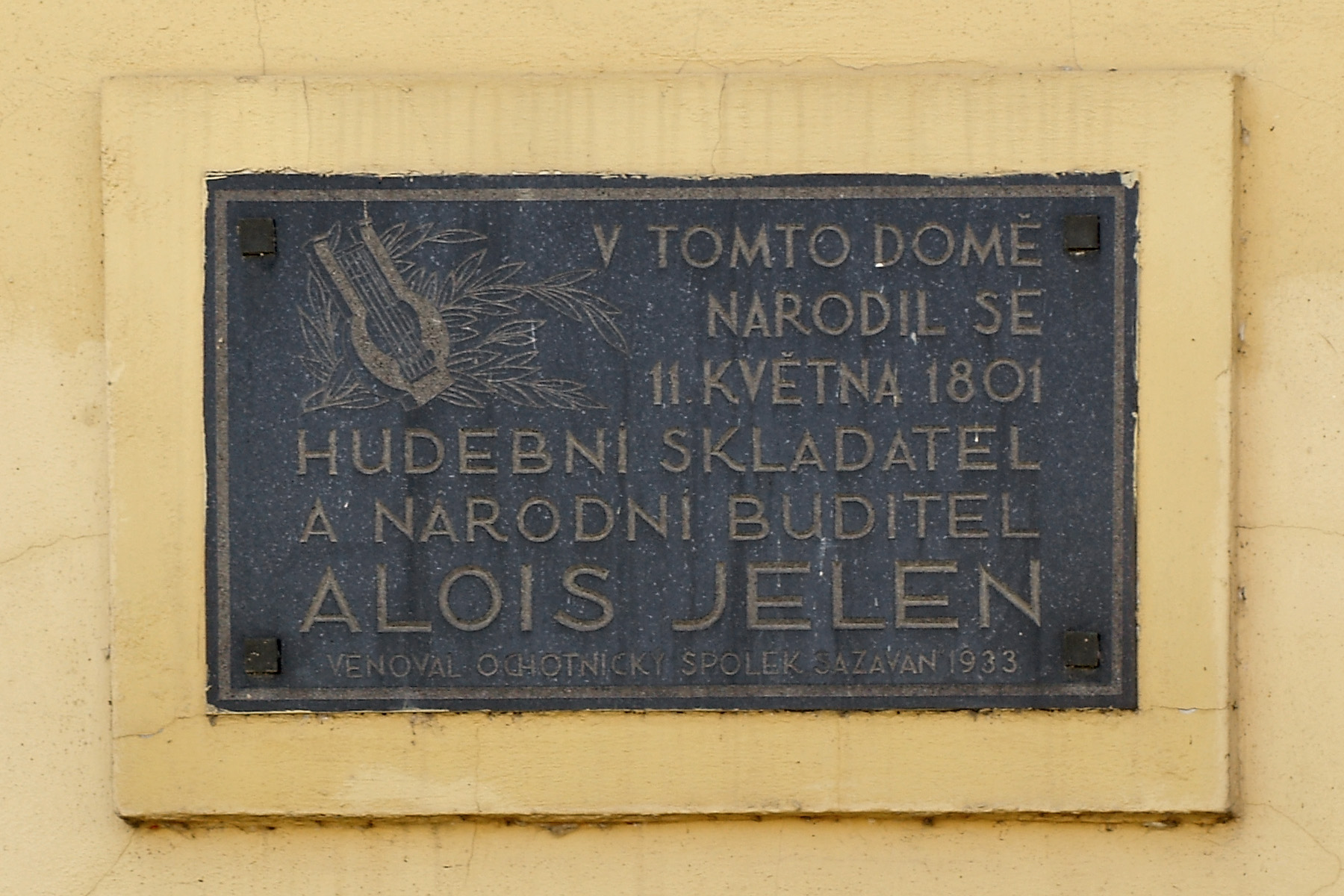
Deska na Jelenově rodném domě

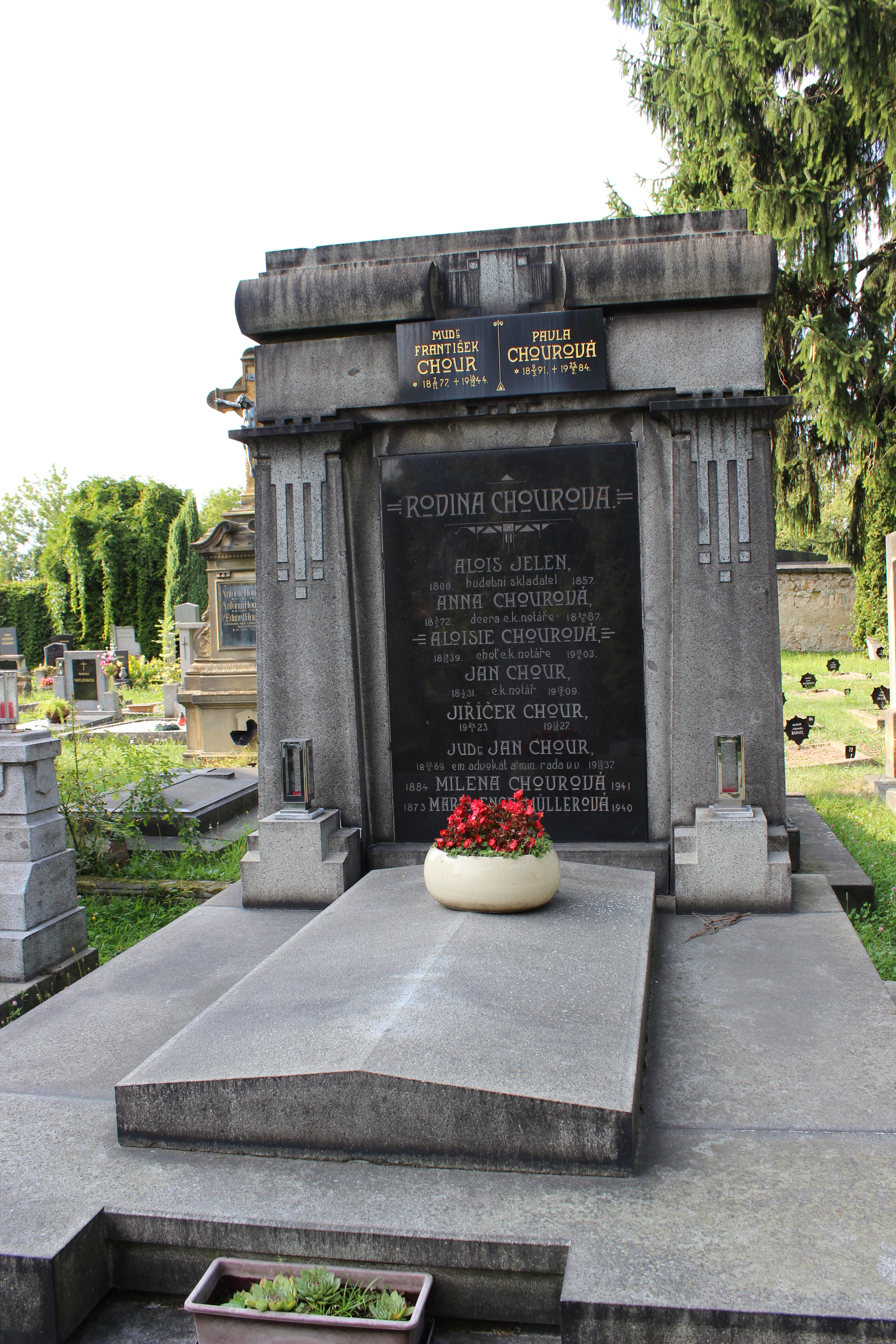
Hrob na hřbitově v Brandýse nad Labem

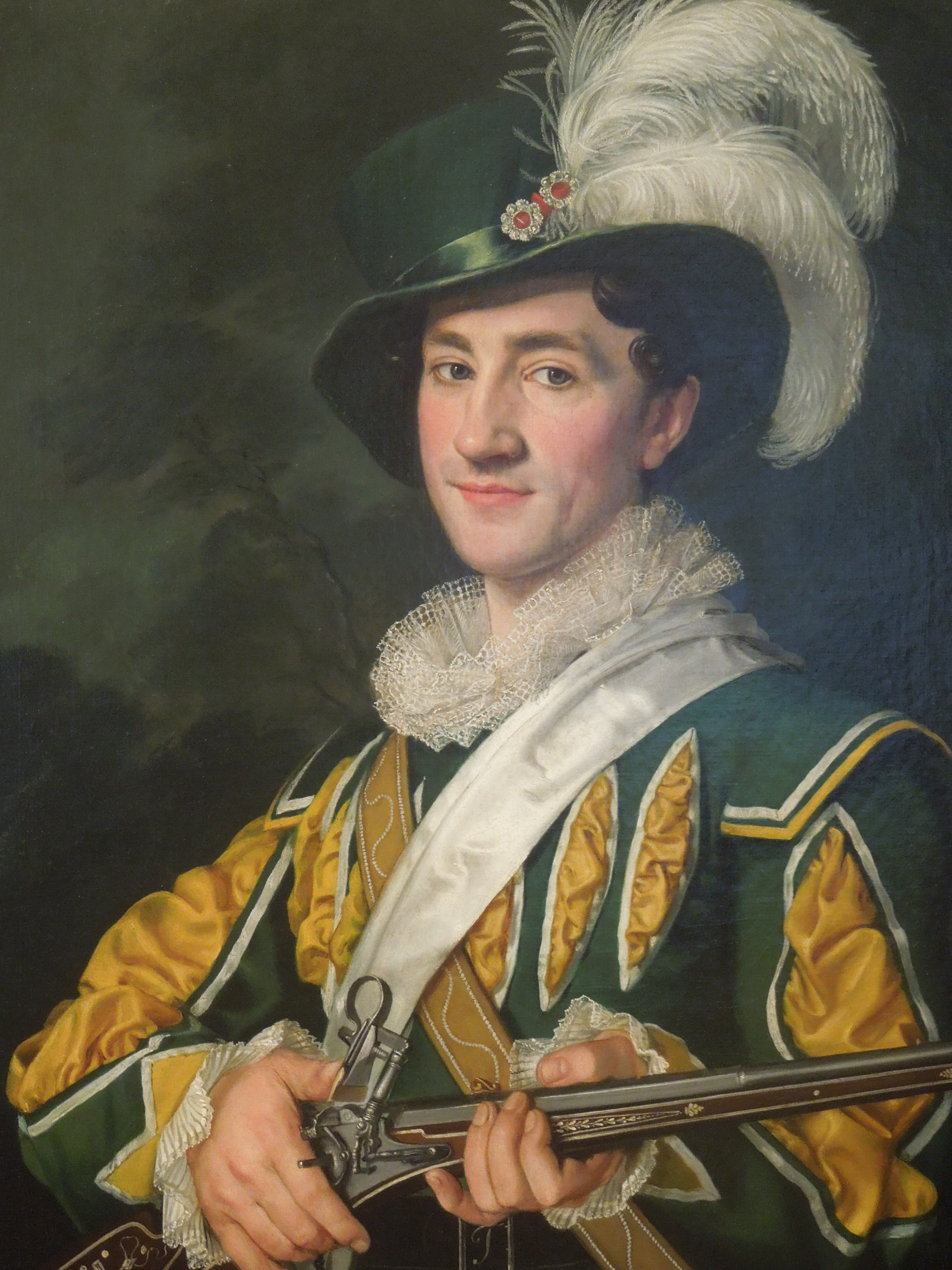
Antonín Machek: Alois Jelen v roli Maxe v opeře Čarostřelec

Alois Jelen se narodil 11. května 1801 ve Světlé nad Sázavou. Protože projevoval velké nadání, poslal ho otec, světelský učitel, do Prahy na gymnaziální studia. Po otcově smrti byl dvanáctiletý Alois odkázán jen na své síly a na blahovůli mecenášů, díky jejichž podpoře se vypracoval na vynikajícího hudebníka a zpěváka.
Hudbě se učil už od dětských let, nejprve pod vedením Vincence Maška při kostele svatého Mikuláše na Malé Straně, kde působil od věku devíti let coby vokalista. Později získal místo tenoristy na kůru Týnského chrámu.
Po skončení studií nastoupil roku 1824 do státní služby u gubernia Království českého, kde pracoval v archivu a stal se vynikajícím znalcem starých listin. Jako hudebník se zabýval skládáním českých sólových i sborových písní církevního i světského obsahu, působil též jako operní pěvec. 
V roce 1828 se v Čáslavi oženil s dcerou čáslavského lékaře Marií Annou Quisovou.
Jelen se silně angažoval v českém národním hnutí. Během revolučního roku 1848 byl i politicky aktivní. Ve volbách roku 1848 byl ovšem zvolen na rakouský ústavodárný Říšský sněm. Zastupoval volební obvod Vlašim v Čechách. Uvádí se jako guberniální registrant. Patřil ke sněmovní pravici.
Z jeho činností proslula zvláště Žofínská (Žofiina) akademie, významný hudební spolek, jehož pěvecký sbor v roce 1840 založený a po čtyři léta řízený přísným sbormistrem Jelenem rychle dosáhl neslýchané dokonalosti a značně přispěl k povznesení českého národního sebevědomí. Po rozchodu s akademií se Jelen věnoval soukromému vyučování hudbě a řízení hudebního ruchu v kostelích a spolcích, především v Měšťanské besedě v Praze. Jeho nejznámější skladba je Zasviť mi ty slunko zlaté (slova napsal Karel Drahotín Villani). Roku 1849 byl jmenován ředitelem archivu ministerstva vnitra ve Vídni, kam se s rodinou přestěhoval, často ale navštěvoval Prahu a rodné Čechy.
Při jedné z těchto cest zemřel náhle dne 15. října ve Chvalech (dnes součást Horních Počernic) u Prahy, kde byl také pohřben. Po třiceti letech, roku 1887 byly jeho ostatky přeneseny do Brandýsa nad Labem a uloženy v hrobce Chourových (rodiny jeho dcery).
Je po něm pojmenována ulice Jelenova 49°40′1″ s. š., 15°24′17″ v. d., která vede z hlavního světelského náměstí Trčků z Lípy přes Sázavu a ve které stojí jeho rodný dům (čp. 101).